# 이브 토러스

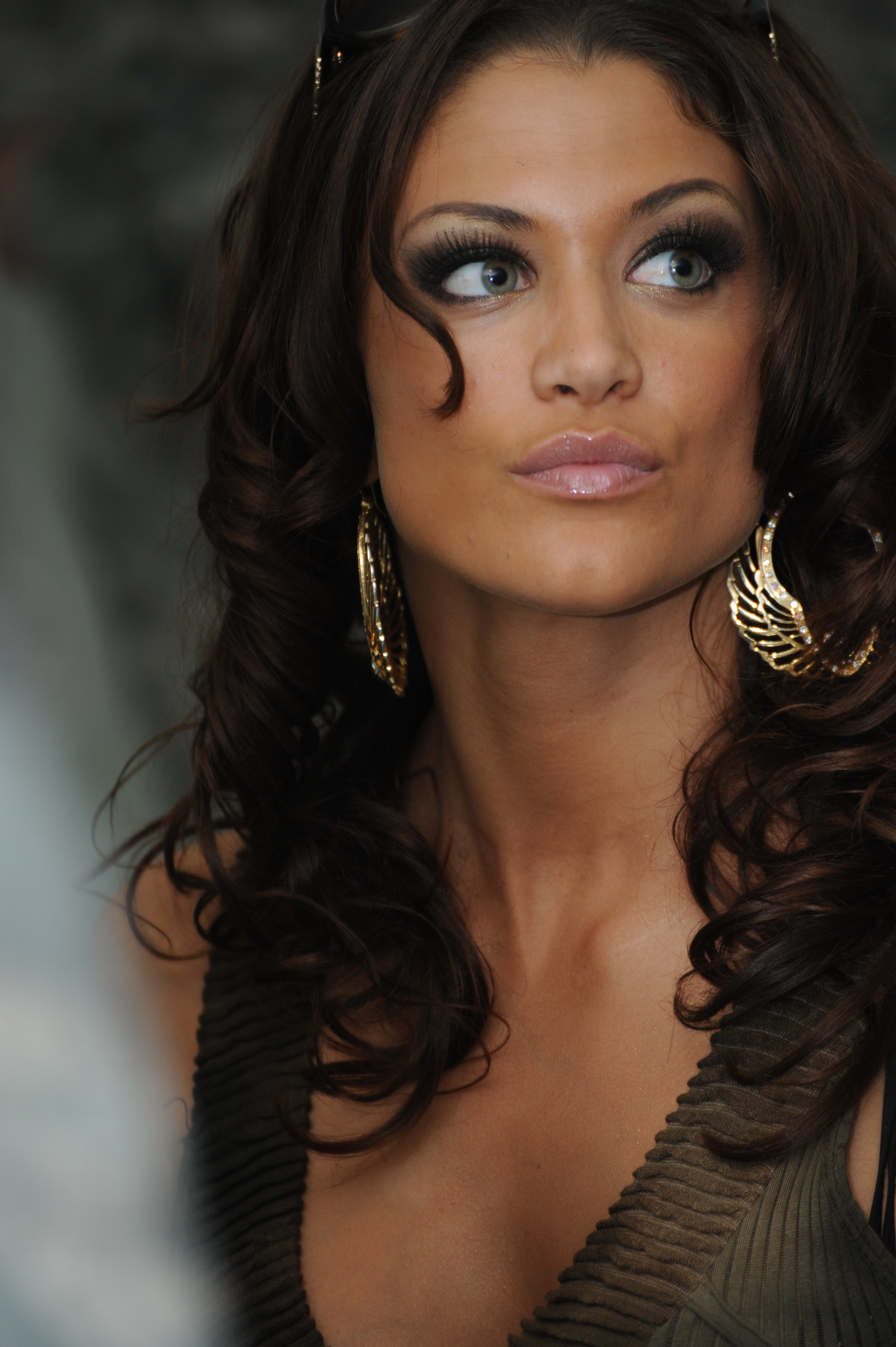
이브 토러스 (2008년)

이브 토러스(Eve Torres, 1984년 8월 21일 ~ )은 미국의 배우, 댄서, 모델, 전직 여자 프로레슬링선수다. 키는 173cm 몸무게는 59kg이다.

## 작품 목록
- 스킵트레이스: 합동수사

## 수상
- WWE 디바스 챔피언 3회